# 洛貝凱國家公園
洛貝凱國家公園（法語：Parc national de Lobéké）是喀麥隆的國家公園，位於該國東南部剛果河盆地，東面以桑加河為界，佔地2,178平方公里，建於1999年10月，野生動物有215種蝴蝶、134種鳥類、18種爬蟲類動物和16種兩棲類動物。